# OK手勢
OK手勢（又稱環形手勢）是一種將拇指和食指圍成圓圈，其他手指伸直或鬆弛遠離掌心的手勢。水肺潛水員常用此手勢表示「我沒事」或「你還好嗎？」。在大多數英語國家，它代表認可、同意或「一切正常」。在其他文化背景下，類似手勢可能具有負面、侮辱性、金錢、數字、宗教、政治或純粹語言的含義。

## 正面的涵義

### 「OK」

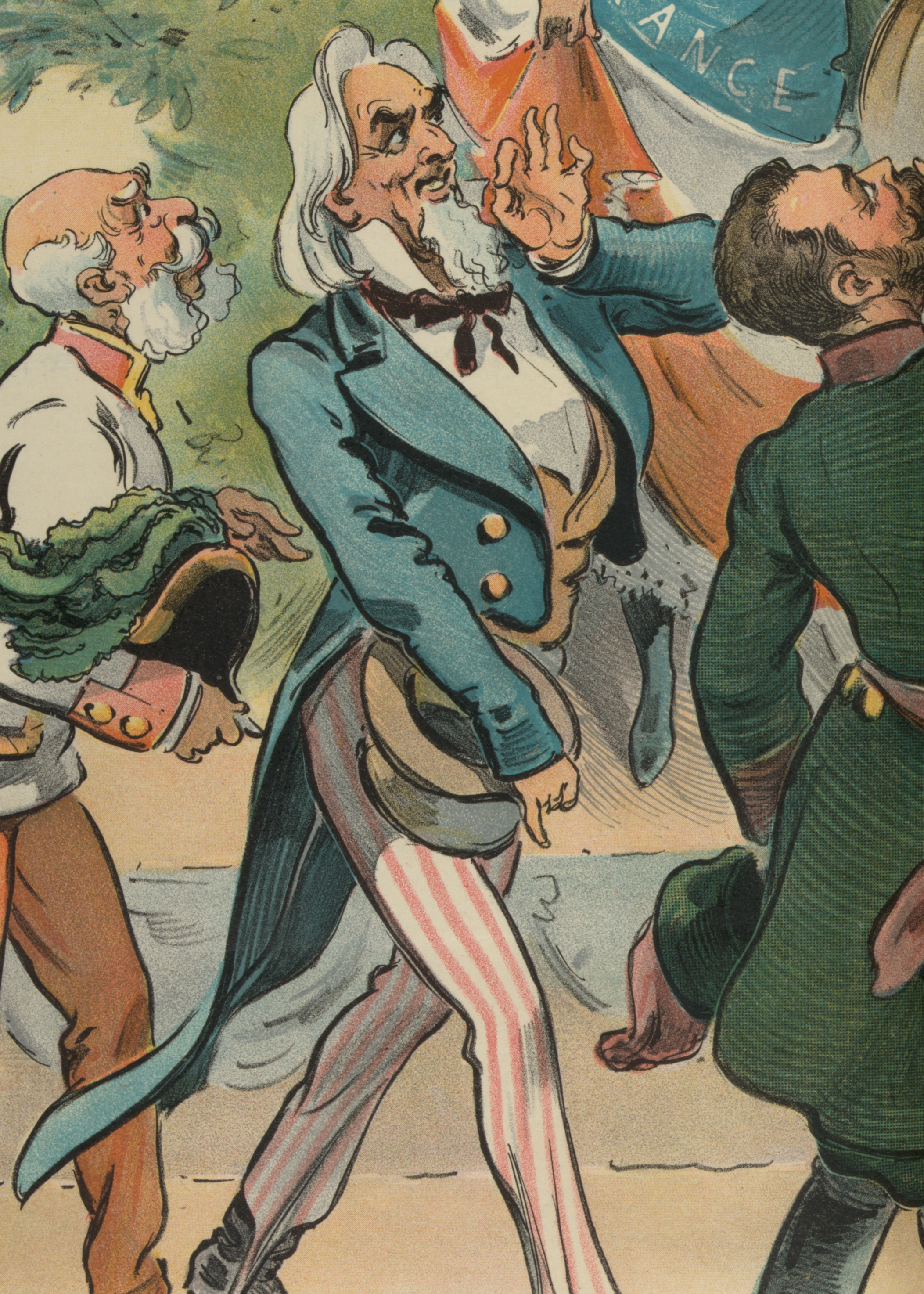
山姆大叔在1900年巴黎世界博覽會諷刺漫畫中做出「OK」手勢

19世紀初，美國將此手勢與字母「O」（由圓圈形成）和「K」（由伸展的手指衍生）聯繫起來。雖然OK手勢與相應口語表達的結合過程尚不明確，但英語教授艾倫·沃克·里德將該表達的流行追溯到1839年《波士頓晨郵報》的一篇幽默文章，其中將「o.k.」描述為「全部正確」（oll korrect）的縮寫，暗示滑稽的拼寫錯誤，當時錯誤拼寫的縮寫詞正流行。波士頓、紐約和費城的幾家報紙在其專欄中使用了這一表達，有些還拼錯「全部正確」為「oll korrect」，使該短語進入美式英語的日常用語。
次年，民主黨開始在支持總統馬丁·范布倫競選連任時使用這一短語及其伴隨手勢。范布倫出生於紐約州金德胡克，廣為人知的暱稱是「老金德胡克」（Old Kinderhook），其縮寫「O.K.」逐漸成為認可的表達。在紐約市，范布倫的支持者成立了O.K.民主俱樂部，並以此手勢作為標誌，口號「O.K.」在俱樂部的標語中具有雙重含義：「老金德胡克完全正確。」該短語和手勢透過政治漫畫進入全國各地報紙，進一步傳播了這一表達。范布倫敗給威廉·亨利·哈里森後，O.K.一度被諷刺為「可怕災難」（Owful Kalamity）或「可怕災禍」（Owful Katastrophe）。
作為手勢，其涵義比單詞「OK」更為正面，後者可能僅表示事物勉強合格或基本令人滿意，例如「食物還OK」。該手勢通常被理解為認可的信號，有時與西方的豎起大拇指手勢同義。

### 水肺潛水

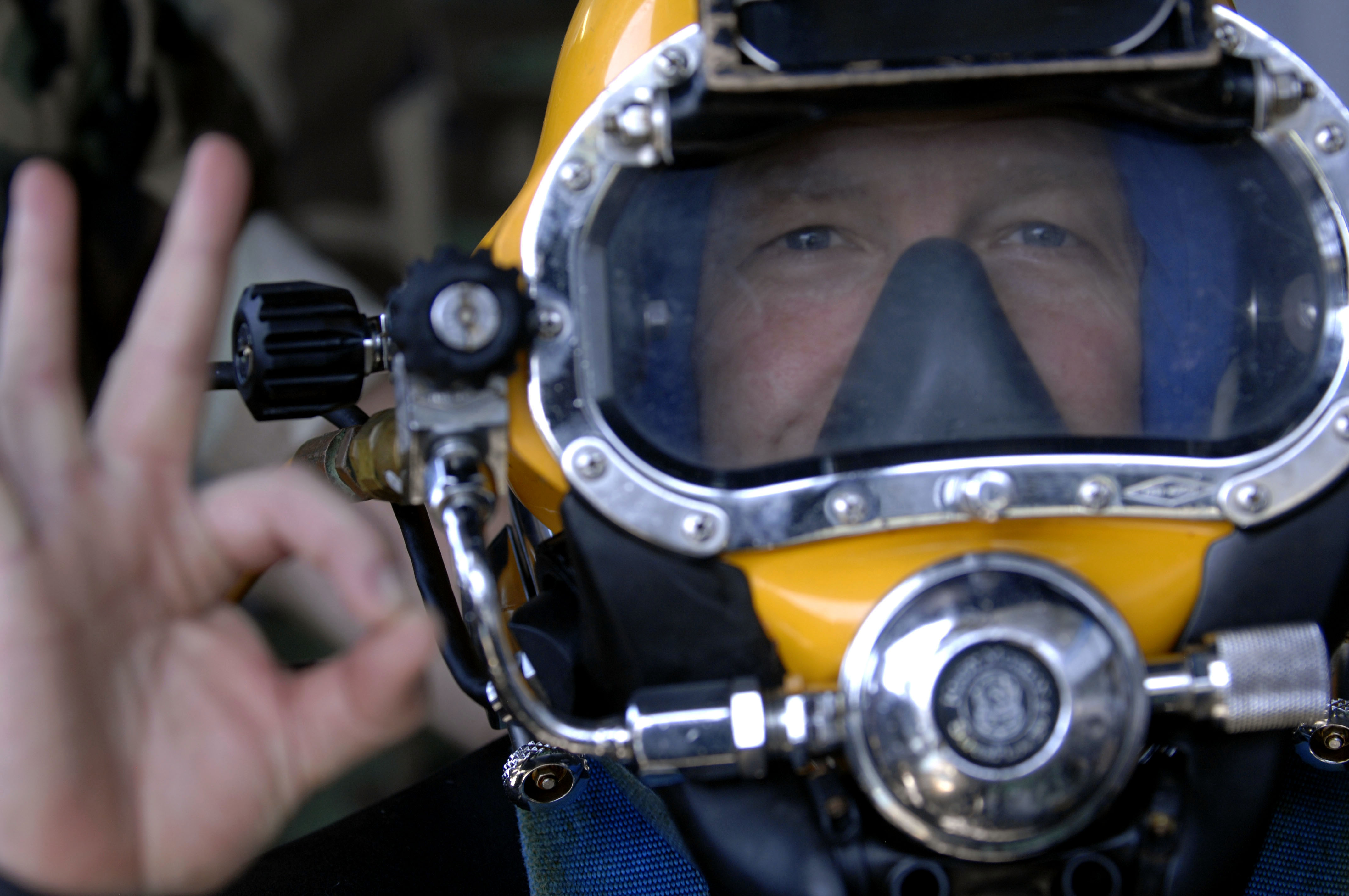
潛水員的信號，意為「一切正常」，既作為問題也作為回應

在水肺潛水員使用的通訊中，OK手勢特指「一切正常」，由休閒水肺訓練委員會規範。潛水員被教導始終使用此手勢而非豎起大拇指，因為後者表示潛水員需要上升。該手勢也用作確認方式，一名潛水員用它詢問另一名「一切OK嗎？」，回應則表示「是的，一切正常。」
在標準OK手勢可能難以看清的距離，潛水員會使用更大的替代信號，例如一隻手放在頭頂、手肘彎曲向外，或雙手在頭頂相觸，使手臂形成代表「OK」的「O」形。這種全身手勢在日本也被用作「OK」，而單手手勢則表示金錢交易而非「OK」。這種雙臂OK手勢於2010年加入Unicode，編碼為U+1F646 🙆 ，並於2015年成為Emoji 1.0的一部分。

## 負面的涵義

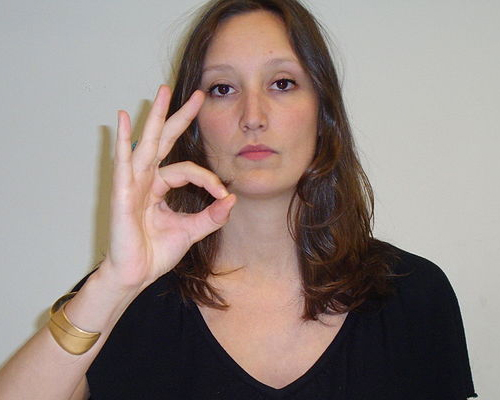
在法國等OK手勢兼具正負意義的國家，面部表情有助於釐清語境

儘管OK手勢的廣泛使用使其在全球具有認可的國際意義，但在世界許多地區也帶有負面、粗俗或冒犯性含義。與日本用此手勢代表硬幣和財富相反，其「O」形在法國和突尼西亞代表「零」，意為「一文不值」。在土耳其、突尼西亞、希臘等許多地中海國家，以及中東、德國部分地區和拉丁美洲許多地方，該手勢可能被解讀為類似人類肛門的粗俗表達，涉及性，作為侮辱（「你是個混蛋」），或對同性戀符號及雞姦行為的恐同反應。
在科威特等阿拉伯國家，搖動此手勢代表邪眼，用作詛咒或威脅，有時搭配言語譴責。
在世界某些地區，正面「OK」與負面形式並存，可能導致意圖混淆。在手勢具有歷史負面意義的地區和文化中，其作為「OK手勢」的使用通常源於媒體呈現，且更常見於年輕人。在法國，透過美國文化滲透的廣泛使用使手勢的正面「OK」意義在該國北部流行，而「一文不值」的負面意義保留在南部。為避免混淆，法國溝通者習慣使用姿勢或面部表情等額外線索釐清意義。其他情況下，手勢的多重意義較難調和，如1950年代美國副總統理查·尼克森在聖保羅下飛機時雙手展示此手勢。儘管尼克森意在向民眾傳達善意，人群卻感到冒犯。

## 白人至上符號

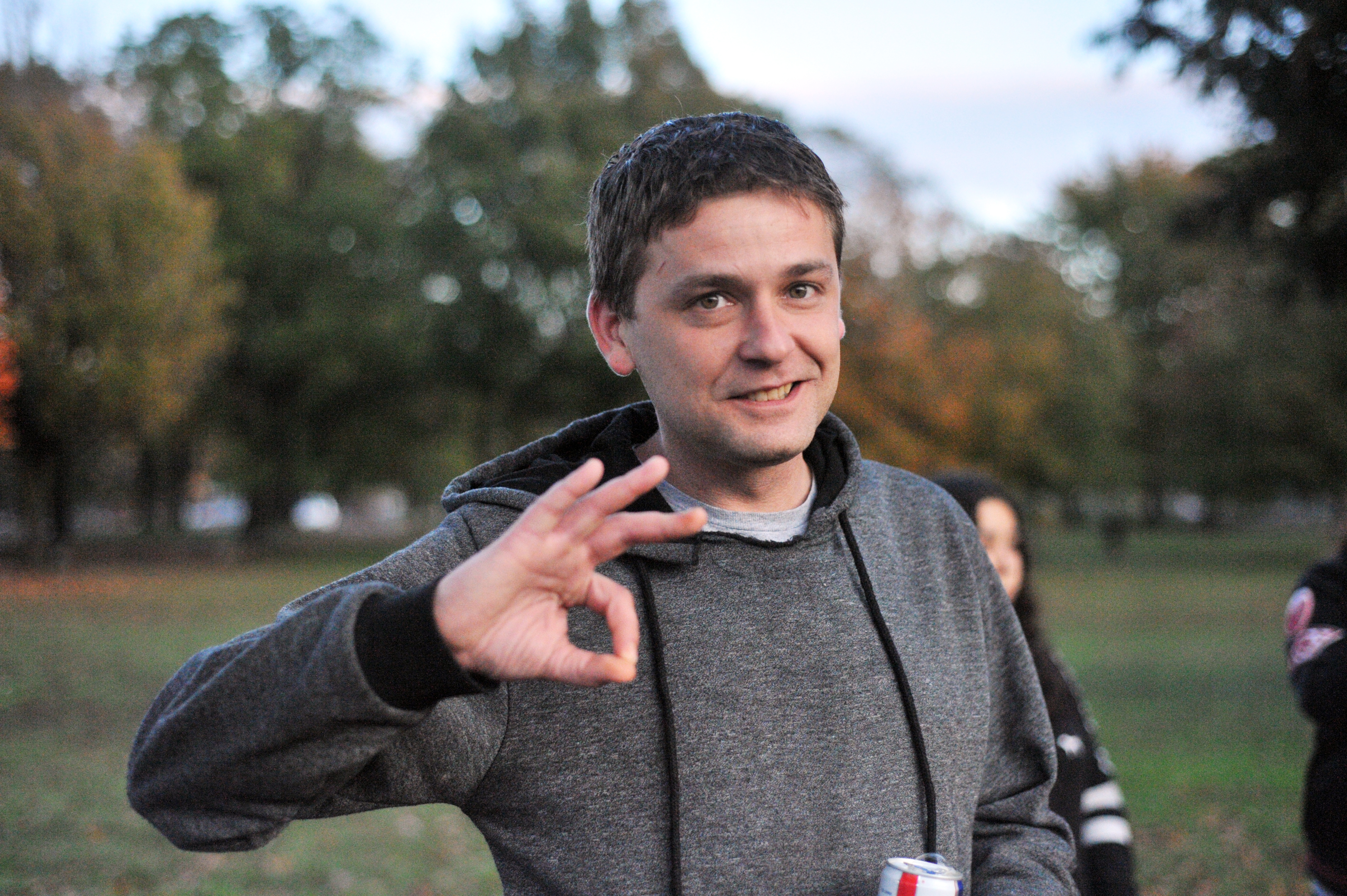
2020年11月，費城驕傲男孩領袖扎克·雷爾做出OK手勢

2017年，4chan論壇用戶（以/pol/版塊爲主）發起名爲「Operation O-KKK」的網路行動，試圖透過惡搞手段誘導媒體與公衆將OK手勢與白人至上主義連結。據《波士頓環球報》調查，參與者被要求大量在Twitter等平臺宣稱該手勢代表「White Power」（三指爲「W」、圓圈爲「P」的頭部）。儘管部分另類右翼分子後續開始使用此符號，其動機仍難以區分爲「真誠信仰」或「反諷行爲」。
2019年9月，反誹謗聯盟正式將OK手勢列入「仇恨符號數據庫」，指出「多數情境下雖無害，但部分白人至上主義者已將其作爲真誠意識形態表達」。此後多起事件引發爭議：
- 2017年4月，另類右翼評論員麥克·塞爾諾維奇與記者卡桑德拉·麥克唐納在白宮合影時使用此手勢，塞爾諾維奇事後辯稱是引用Jay-Z舞臺動作及光明會陰謀論[23][24]。

- 2018年7月，阿拉巴馬州賈斯珀四名警察因合影使用此手勢遭停職一週[21]；同年9月，美國海岸警衛隊處分一名在颶風報道直播中比劃此手勢的隊員[25]。

- 2019年基督城清真寺槍擊案兇手布倫頓·塔蘭特出庭時多次展示此手勢[26][27]，2020年審判期間仍持續使用[28]。

- 2019年5月，愛沙尼亞保守人民黨內政部長馬特·赫爾姆與財政部長兒子馬丁·赫爾姆因公開使用此手勢遭輿論抨擊[29]；同月，芝加哥小熊主場禁止一名在電視轉播中比劃此手勢的觀衆入場[30]。

- 2019年10月，奧蘭多環球影城解僱一名扮演《神偷奶爸》角色格魯的演員，因其與混血女孩合影時將手勢置於女孩肩部[31][32]。

- 2021年國會山莊騷亂期間，多名示威者被拍攝使用此手勢[33][34]，進一步強化其與極端主義的關聯。

## 作為手語

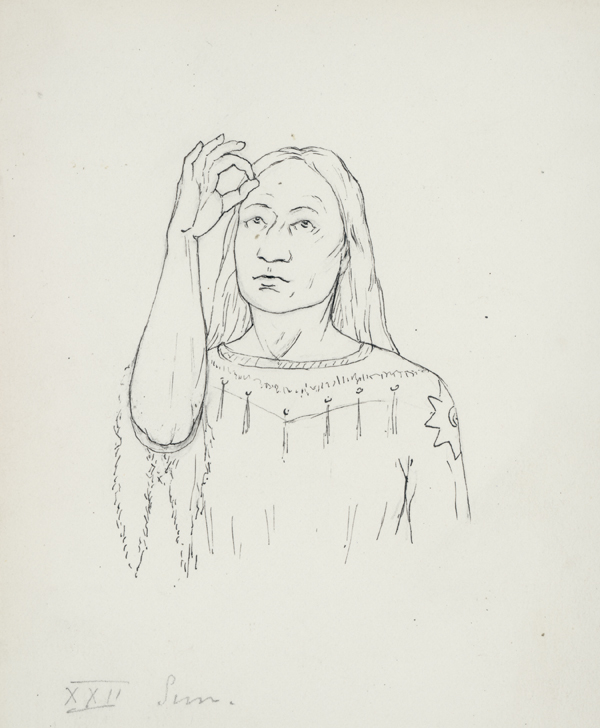
1880年繪製的平原印第安手語中「太陽」手勢

美式手語字母中的字母「F」

### 修道院手語
自十世紀歐洲發展的基督教靜默修道士手語體系中，拇指與食指形成環狀、其餘手指伸展的手勢被納入標準化符號系統。當手勢在面前伸出時代表對上帝的奉獻，觸碰嘴部時轉化為用餐信號。與表示「書本」的開掌手勢結合時，其環形特指讚美詩集，呼應多數讚美詩開頭的「O」字母起始格式。當手勢抓取自身衣物（如頭巾邊緣）或身體部位（如一綹頭髮）時，可延伸表示「修道士」、「馬匹」或「羊皮紙」等多元概念，展現中世紀手語的複合表意功能。

### 平原印第安手語
在平原印第安手語（PISL）系統中，此手勢與天體運行密切相關：當手勢在面部前方舉起或沿太陽軌跡移動時，成為「太陽」的視覺化表達；舉向天空並透過環形觀測時，轉化為判定「正午」的時辰標誌。1888年加拿大寄宿學校刊物《我們森林的孩子》記載，左手環形手勢表示日出方位，右手則對應日落方位。在更複雜的語義建構中，雙手保持手勢如拉伸無形線繩的動作，既可抽象表示「死亡」概念，也可具體表述「很久以後，你會死去」的預言式信息。

### 美式手語
現代美式手語（ASL）賦予該手勢多重語義層次。其基本形態中，拇指與食指的捏合動作常表徵微小物體，例如模仿家蠅環繞飛行的連續手勢。在制度性語彙中，當手勢從身體一側橫向移動至另一側（類似拾取並放置物品），形成「任命」的行政概念；若將手勢的拇指與食指伸入另一手形成的孔洞，則轉化為「投票」動作，二者組合連續施展即構成完整的「選舉」表意系統。

### 手指拼寫
在不同手指拼寫系統中，該手勢承載差異化字母表徵功能：美國手語將其固定對應字母F；愛爾蘭手語與法國手語則指定為字母G；在烏克蘭手語等西里爾字母體系中，圓環形態對應元音「О」；韓國手語將其匹配諺文字母（ieung），準確反映該字母在韓語發音系統中的特性；而日本「指文字」系統中，此手勢標記音節，其環形略呈錐狀以區別標準圓形。

### 計數
在美國手語數字系統中，掌心外展的靜態手勢明確表示數字9，此為單位數序列的終端符號（1-5以手指數量表示，6-9通過拇指依次觸碰各手指）。當手勢左右搖動時，數字符號轉換為19。對照平原印第安手語，略低於太陽手勢位置的相同手勢表示數字3。
中國數字手勢體系呈現地域差異：南方省份沿用此手勢表3，北方則多採用三指伸展式，此與歐洲主流三指伸展表3的系統形成對照，需注意該形態在台灣及部分中國地區可能與表8手勢產生混淆。
古希臘羅馬「手勢術」發展出精密計數系統，單手環形手勢通過接觸點變化（掌心、指節、指尖等不同位置）可分別表示10、30、100至300數值，展現古代數字符號的立體思維模式。

## 其他涵義

### 古典用法

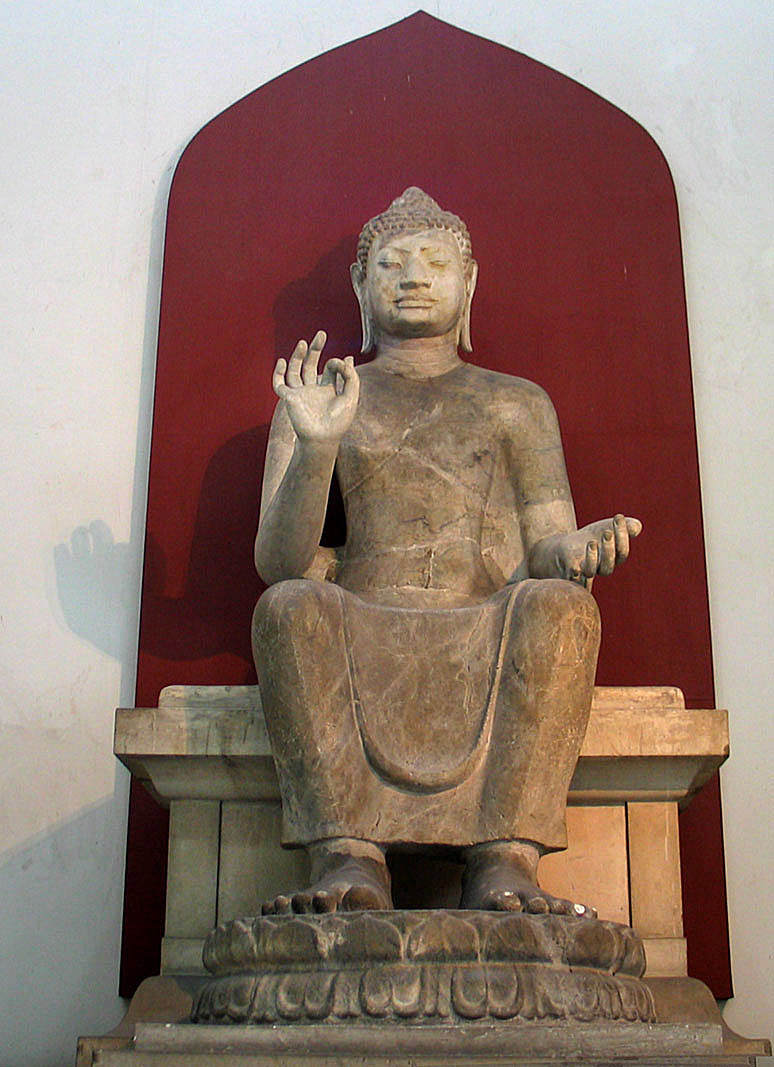
泰國的佛陀雕像，以「說法印」呈現此手勢

由食指和拇指形成環狀、其餘手指伸展的手勢，最早可追溯至公元前五世紀的希臘，在彩繪陶器上被視為愛的表現，拇指與食指模擬親吻的嘴唇。在古希臘，當一人向另一人做出此手勢時，表達的是愛意，情感更多透過指尖的接觸而非形成的圓圈傳遞。作為贊同和認可的表達，此手勢可追溯至一世紀的羅馬帝國，修辭學家昆提利安被記載曾使用此手勢。昆提利安的「手勢術」規定了該手勢在演講特定時刻的用法變化：開場、警告、讚揚或指控，以及結束演說。
同時期，該手勢出現在佛教和印度教文化中，象徵內在的完美。動物行為學家德斯蒙德·莫里斯認為，拇指與食指的結合傳達了精確抓取某物的字面或比喻意義，而它們形成的形狀代表了完美的典範——一個圓形——因此該手勢在不同文化中傳達「完全正確」或「完美」的訊息。
在那不勒斯，該手勢長期被用來象徵愛情和婚姻，如同鄰近的希臘習俗，但需掌心向上；而掌心向下則代表手持正義天平。在義大利各地，該手勢在對話中移動時仍用於表達論述的精確性，但當靜止高舉、手指指向天空時，則成為完美的象徵。
英語世界早期使用記錄見於英國醫師兼哲學家約翰·布爾沃1644年的著作《手語學》：「手的自然語言，由說話動作和論述手勢組成。」在布爾沃詳細描述的眾多手勢中，他將一種手勢描述為「食指頂端移動與拇指指甲相觸，其餘手指鬆弛」，並稱其「適合講述、區分或認可」。

### 金錢

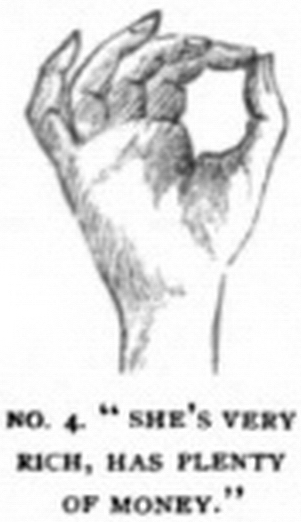
1880年代描述墨西哥使用手勢的插圖

在日本，單手環形手勢象徵金錢，此時手指的圓形代表硬幣。有時該手勢用於避免談論或索取金錢時的言語尷尬。在其他情境中，它可能暗示賄賂或其他非法金融交易，或表示邀請進入商業談判。
在世界其他地區，該手勢也可表達金錢、金融交易、財富或物品的昂貴。19世紀末墨西哥的記錄記載了該手勢用於評論一個人的財富或地位。

### 手印

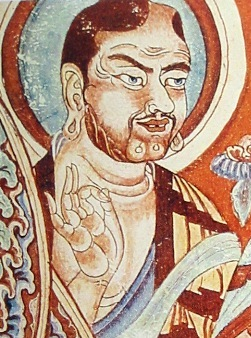
9世紀壁畫描繪的說法印

在瑜伽中，當掌心向下時，該手勢稱為「意識手印」（chin mudra）；當掌心向上或置於其他位置（如胸前）時，稱為「智慧手印」（jnana mudra）。有些瑜伽流派將「意識手印」和「智慧手印」混用，而其他流派則主張「前者產生一種紮根感，後者產生輕盈感」，或稱「智慧手印」為「被動接收姿勢」，而「意識手印」為「主動給予姿勢」。在這些手印中，中指、無名指和小指代表「三德」（rajas、tamas和sattva），當三者和諧時，將「自我」與「梵」或個體靈魂與宇宙靈魂結合。拇指與食指的相觸代表這種意識的結合——或稱「瑜伽」。在佛教中，該手勢稱為「說法印」，用於強調言語的意義。

### 流行文化

#### 《囚徒》
該手勢在1967年英國電視劇《囚徒》中備受矚目，劇中多名無名角色被囚禁於村莊。每當這些被囚村民相互道別時，會說「後會有期」並將手勢舉至自己眼前，提醒彼此儘管表面自由，實則皆為囚徒。該手勢在劇中亦作為問候使用，無需搭配「後會有期」。主演帕特里克·麥高漢表示，該劇採用手勢源自早期基督徒使用的魚形符號。

#### 作為電影標題
2010年，南印度電影導演烏本德拉·拉奧以一部粉絲稱為《超級》的電影復出，實際片名為《👌》。拉奧在片中飾演一名返回祖國的海外印度人，試圖將國家轉變為烏托邦社會。僅以手勢符號呈現片名，拉奧意在讓觀眾命名，認為他們可能稱之為「零」或「三」，或聯想到說法印或「唵」（ॐ）的符號。影片開場字幕中，說法印標題變為指向觀眾的手，宣布導演名為「U」。

### 馬其頓統一敬禮

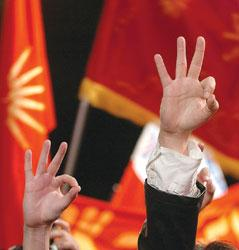
馬其頓統一敬禮，背景為維吉納太陽旗

在歐洲巴爾幹地區，OK手勢因與馬其頓統一的領土收復主義運動相關而被稱為「馬其頓統一敬禮」。對馬其頓民族主義者而言，形成「O」的兩指代表馬其頓語「Обединета」（「統一」），其餘三指象徵愛琴馬其頓（希臘北部）、皮林馬其頓（保加利亞西南部）及大致對應北馬其頓共和國疆域的瓦爾達爾馬其頓地區。整體而言，馬其頓統一敬禮亦形似古馬其頓王室象徵維吉納太陽。太陽與敬禮在1980年代流行於馬其頓希臘人中，太陽圖案於1992年馬其頓自南斯拉夫獨立後出現在國旗上。三年後，馬其頓在希臘經濟制裁壓力下更換國旗，希臘視維吉納太陽為對其主權的威脅。馬其頓統一敬禮在巴爾幹地區許多人中仍具爭議，尤其是居住於馬其頓民族主義者聲稱應歸屬其國土的希臘或保加利亞地區者。

### 醫學檢測
醫生使用該手勢測試骨間前神經功能，尋找手部正中神經麻痺跡象。檢測時，患者用雙手做出OK手勢。若一手的圓圈比另一手更緊縮或不圓，可能顯示神經虛弱。
類似醫學檢測「手捏紙徵」（Froment's sign）用於測試尺神經麻痺。檢測時，患者用食指和拇指夾住紙張，檢查者試圖拉出。若存在尺神經麻痺，患者難以維持握持，可能透過屈曲拇指增加壓力補償。

### 企業標誌
該手勢被用作多個企業和組織標誌的設計元素，包括總部位於印度的皮拉馬爾集團、巴拉特石油和Adlabs製片廠。亦用作岡本工業保險套產品線的品牌標誌。

### 廚師之吻

廚師之吻

廚師之吻是食物情境中表示「完美」的手勢，為從嘴部做出的手勢，有時搭配拇指與食指。其他情況下，廚師之吻僅以臉旁的OK手勢傳達。

### 「圓圈遊戲」

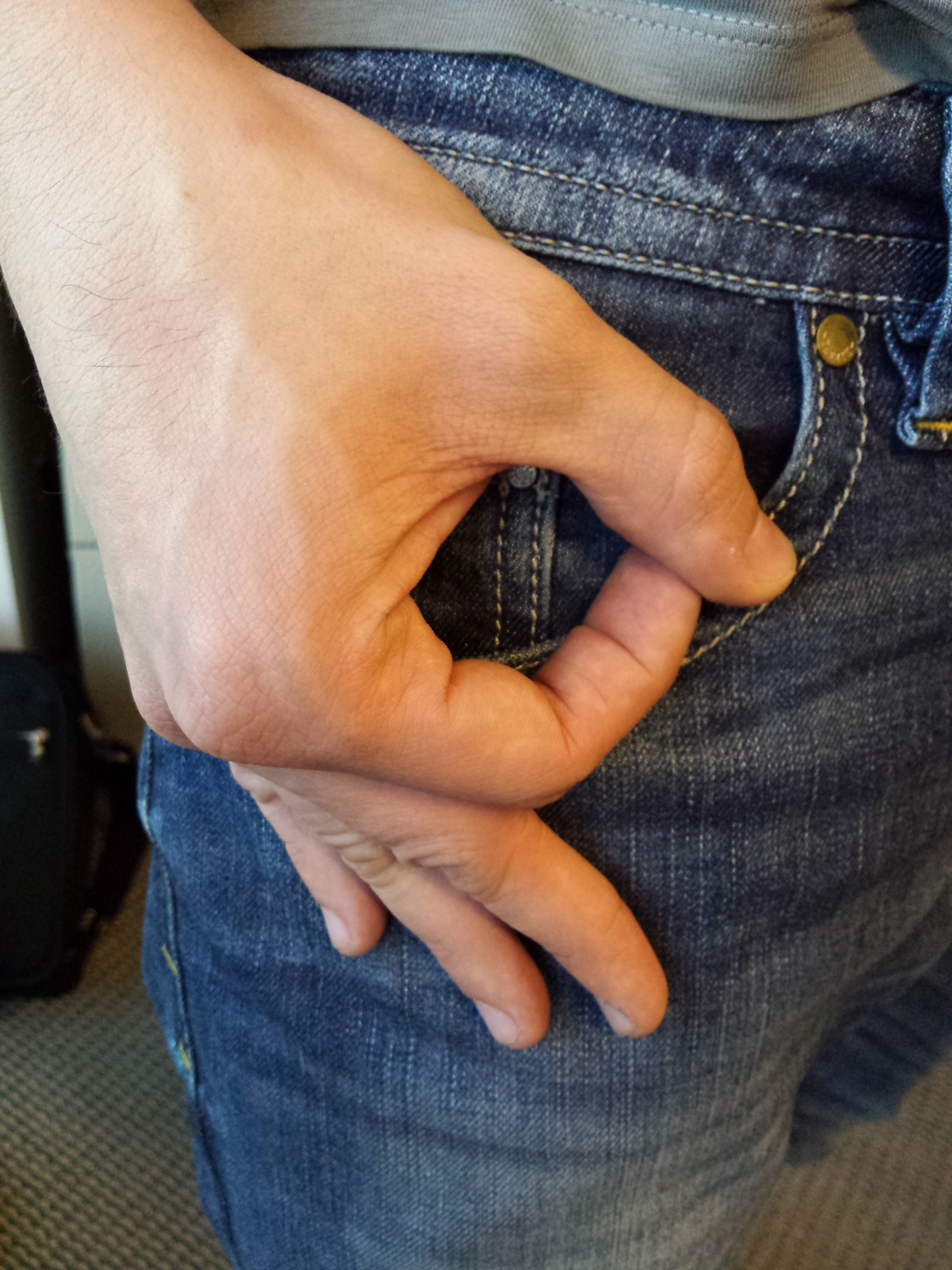
「圓圈遊戲」中腰線下方的圓圈手勢

OK手勢是流行校園惡作劇「圓圈遊戲」（"The circle" game）的關鍵特徵。發起者將手勢置於自己腰線下方，試圖誘使對手注視。若對手瞥見，發起者「自封權利」可「強力拳擊」對手手臂。一種變體是，玩家若能在不看的情況下將食指插入圓圈，可反擊發起者。
據報導，該遊戲自1970-1980年代起在美國校園流行，2000年代初因情景劇《左右做人難》的描繪而備受關注。Vice News曾採訪一名自稱1980年代初發明該遊戲的俄亥俄州男子，但未獲獨立核實。2010年代，該遊戲作為照片炸彈惡作劇或網路迷因復興，並因OK手勢自2017年起有時被用作白人至上符號而引發爭議。

### 慈善活動
以促進男性對話為宗旨的慈善組織安迪男士俱樂部採用OK手勢作為象徵，蘊含「傾訴無妨」（it's okay to talk）之意。

## 字符編碼
資料來源：
| 符號 | Unicode | JIS X 0213 | 字符參照            | 名稱       |
| ---- | ------- | ---------- | ------------------- | ---------- |
| 👌   | U+1F44C | -          | &#x1F44C; &#128076; | OK手勢     |
| 🙆   | U+1F646 | -          | &#x1F646; &#128582; | OK手勢表情 |

## 外部連結
维基共享资源上的相關多媒體資源：OK手勢